# Jeździectwo na Letnich Igrzyskach Paraolimpijskich 2008
Jeździectwo na Letnich Igrzyskach Paraolimpijskich 2008 odbywało się w dniach 7 – 11 września w Hong Kong Olympic Equestrian Centre. Do rozdania było 11 kompletów medali.

## Obiekty
| Obiekt                              | Miasto   | Funkcja           |
| Hong Kong Olympic Equestrian Centre | Hongkong | Zawody i treningi |

## Kwalifikacja
Kwalifikację na igrzyska uzyskało 70 zawodników.

## Klasyfikacja niepełnosprawności
- I – dla jeźdźców z zaburzeniami funkcji kończyn dolnych lub o słabej równowadze i dobrej funkcji kończyn górnych.
- II –
- III – dla zawodników niewidomych
- IV – dla jeźdźców z niedowidzeniem lub z zaburzeniami czynności w jednej lub dwóch kończynach.

## Program
| Jeździectwo |  | F | F | F | F | F |  |  |  |  |  |  |

## Medale

### Mieszane

#### Indywidualnie
| Konkurencja             | Złoto                                     | Srebro                                     | Brąz                                              |
| Test mistrzowski kl.Ia  | Anne Dunham Koń: Teddy                    | Sophie Christiansen Koń: Lambrusco III     | Laurentia Tan Koń: To Lose                        |
| Test mistrzowski kl.Ib  | Lee Pearson Koń: Gentlemen                | Jens Dokkan Koń: Lacour                    | Marcos Alves Koń: Luthenay De Varnay              |
| Test mistrzowski kl.II  | Britta Naepel Koń: Cherubin 15            | Lauren Barwick Koń: Maile                  | Caroline Cecile Nielsen Koń: Rostorn’s Hatim-Tinn |
| Test mistrzowski kl.III | Hannelore Brenner Koń: Women Of The World | Annika Lykke Dalskov Koń: Alfarvad April Z | Bettina Eistel Koń: Fabuleux 5                    |
| Test mistrzowski kl.IV  | Philippa Johnson Koń: Benedict            | Ann Cathrin Lubbe Koń: Zanko               | Georgia Bruce Koń: V Salute                       |
| Test dowolny kl.Ia      | Sophie Christiansen Koń: Lambrusco III    | Anne Dunham Koń: Teddy                     | Laurentia Tan Koń: To Lose                        |
| Test dowolny kl.Ib      | Lee Pearson Koń: Gentlemen                | Ricky Balshaw Koń: Deacons Giorgi          | Marcos Alves Koń: Luthenay De Varnay              |
| Test dowolny kl.II      | Lauren Barwick Koń: Maile                 | Felicity Coulthard Koń: Roffelaar          | Britta Naepel Koń: Cherubin 15                    |
| Test dowolny kl.III     | Hannelore Brenner Koń: Women Of The World | Simon Laurens Koń: Ocean Diamond           | Annika Lykke Dalskov Koń: Alfarvad April Z        |
| Test dowolny kl.IV      | Philippa Johnson Koń: Benedict            | Ann Cathrin Lubbe Koń: Zanko               | Georgia Bruce Koń: V Salute                       |

#### Drużynowo
| Konkurencja | Złoto                                                                     | Srebro                                                                 | Brąz                                                               |
| Zespołowo   | Wielka Brytania Sophie Christiansen Anne Dunham Lee Pearson Simon Laurens | Niemcy Britta Naepel Angelika Trabert Steffen Zeibig Hannelore Brenner | Norwegia Jens Dokkan Mariette Garborg Ann Cathrin Lubbe Sigrid Rui |